# میکو کوزاراویتزکی
مایکل «میکو» کوزاراویتزکی (فنلاندی: Michael "Mikko" Kozarowitzky؛ زادهٔ ۱۷ مهٔ ۱۹۴۸ در هلسینکی) راننده سابق مسابقات اتومبیل‌رانی فرمول یک اهل فنلاند است که در فصل ۱۹۷۷ در مجموع در دو گراند پری شرکت کرد، اما موفق به کسب هیچ امتیازی نشد.